# Лукаш Солецький
Лукаш Остоя Солецький (пол. Łukasz Ostoja Solecki; 6 серпня 1827, Явче — 2 березня 1900, Перемишль) — польський церковний діяч, професор і ректор Львівського університету (1864—1865), римо-католицький Перемишльський єпископ (1881—1900).

## Життєпис
У 1844 році закінчив Бережанську гімназію, а в 1844—1850 роках вивчав філософію і богослов'я на богословському факультеті Львівського університету, де отримав докторат з богослов'я (1854). У 1863—1864 академічному році був деканом богословського факультету, а в 1864—1865 — ректором. У 1881 році імператор Франц Йосиф I номінував його Перемишльським єпископом латинського обряду; 27 березня 1882 року цю номінацію потвердив папа Лев XIII, надаючи йому титули пралата римського і асистента папського трону. Єпископську хіротонію отримав 14 травня 1882 року.
15 серпня 1882 року коронував образ Матері Божої в костелі францисканців у Кальварії Пацлавській. Папа Лев ХІІІ прислав із цієї нагоди телеграму з благословенням, а в урочистості брало участь близько 100 тисяч вірних.

## Нагороди
- Орден Залізної Корони ІІ ступеня (1887)[1].